# Рекурентне співвідношення
Рекурентне співвідношення або рекурентне рівняння — рівняння, що встановлює залежність між членами невідомої послідовності та індексом.
Рекурентні співвідношення мають застосування в аналізі алгоритмів, цифровій обробці сигналів, економіці та біології. У комбінаториці часто виникають задачі, які можна звести до аналогічних задач для меншої кількості об'єктів. У цьому випадку задачу можна розв'язати за допомогою рекурентного співвідношення.
Задача розв'язання рекурентного співвідношення полягає в знаходженні невідомої послідовності. Загалом вона має нескінченно багато розв'язків. Кількість розв'язків обмежується заданням значень початкових членів невідомої послідовності.

## Основні поняття і означення
Рекурентним співвідношенням для послідовності {\displaystyle \{a_{n}\}} називається рівняння, яке виражає {\displaystyle a_{n}} через індекс n та k попередніх членів даної послідовності, а саме: {\displaystyle a_{n-1},a_{n-2},\dots ,a_{n-k}}, для всіх цілих чисел n, не менших за k, де k — натуральне число, яке є константою або залежить від n.
Послідовність називається розв'язком рекурентного співвідношення, якщо її члени задовольняють дане рекурентне співвідношення.
Початковими умовами називаються додаткові умови, що накладаються на послідовність, заданням значень її початкових членів.
Розв'язок рекурентного співвідношення, що залежить від довільних сталих, які можуть бути підібраними при будь-яких початкових умовах, називається загальним. Частковим розв'язком рекурентного співвідношення називається будь-який розв'язок, що може бути отриманий із загального, встановленням значень його сталих.

## Приклади
- Послідовність Фібоначчі:

{\displaystyle a_{n}=a_{n-1}+a_{n-2},a_{0}=1,a_{1}=1.}
- Рекурентне співвідношення арифметичної прогресії:

{\displaystyle a_{n}=a_{n-1}+d.}
- Рекурентне співвідношення геометричної прогресії:

{\displaystyle a_{n}=qa_{n-1}.}
- Рекурентне співвідношення послідовності n!:

{\displaystyle a_{n}=na_{n-1},a_{0}=1.}
- Числа Каталана:

{\displaystyle a_{n}=\sum \limits _{i=0}^{n-1}a_{i}a_{n-i-1},a_{0}=1.}
- Рекурентне співвідношення синуса фіксованого кута:

{\displaystyle \sin(n+1)\alpha =2\sin \alpha \cos n\alpha +\sin(n-1)\alpha .}

## Лінійні рекурентні співвідношення

### Лінійні однорідні рекурентні співвідношення зі сталими коефіцієнтами
Лінійним однорідним рекурентним співвідношенням зі сталими коефіцієнтами порядку k називається рівняння
{\displaystyle a_{n}+c_{1}a_{n-1}+c_{2}a_{n-2}+\cdots +c_{k}a_{n-k}=0,}
де всі коефіцієнти {\displaystyle c_{1},c_{2},\dots ,c_{k}} — сталі.
Ці коефіцієнти визначають характеристичний поліном (або допоміжний поліном) цього співвідношення
{\displaystyle p(\lambda )=\lambda ^{k}+c_{1}\lambda ^{k-1}+c_{2}\lambda ^{k-2}+\cdots +c_{k}}.
Згідно з основною теоремою алгебри рівняння {\displaystyle p(\lambda )=0}, яке називається характеристичним, має {\displaystyle k} коренів. Ці корені відіграють вирішальну роль в знаходженні невідомої послідовності.
Якщо всі корені {\displaystyle \lambda _{1},\lambda _{2},\dots ,\lambda _{k}} прості, то загальний розв'язок такого рекурентного співвідношення має вигляд:
{\displaystyle a_{n}=B_{1}\lambda _{1}^{n}+B_{2}\lambda _{2}^{n}+\cdots +B_{k}\lambda _{k}^{n},}
де {\displaystyle B_{i}} — сталі.
У випадку коли характеристичне рівняння має багатократні корені {\displaystyle \lambda _{1},\lambda _{2},\dots ,\lambda _{s}} загальний розв'язок матиме вигляд:
{\displaystyle a_{n}=\sum _{i=1}^{s}(B_{i1}+B_{i2}n+\cdots +B_{il_{i}}n^{l_{i}-1})\lambda _{i}^{n},}
де {\displaystyle l_{i}} — кратність кореня {\displaystyle \lambda _{i}}, {\displaystyle B_{ij}} — сталі.
Якщо задані початкові умови для лінійного однорідного рекурентного співвідношення зі сталими коефіцієнтами порядку k, то коефіцієнти {\displaystyle B_{i}} (або {\displaystyle B_{ij}}) знаходяться за допомогою розв'язання відповідної системи лінійних рівнянь. У іншому випадку ці коефіцієнти можуть мати будь-які значення, тобто рекурентне співвідношення має нескінченну кількість розв'язків. І ці розв'язки утворюють k-вимірний лінійний простір.

### Лінійні неоднорідні рекурентні співвідношення зі сталими коефіцієнтами
Лінійним неоднорідним рекурентним співвідношенням зі сталими коефіцієнтами порядку k називається рівняння
{\displaystyle a_{n}+c_{1}a_{n-1}+c_{2}a_{n-2}+\cdots +c_{k}a_{n-k}=d_{n},}
де всі коефіцієнти {\displaystyle c_{1},c_{2},\dots ,c_{k}} — сталі, {\displaystyle \{d_{n}\}} — деяка відома ненульова послідовність.
Загальний розв'язок такого співвідношення дорівнює сумі його часткового розв'язку і загального розв'язку відповідного лінійного однорідного співвідношення
{\displaystyle a_{n}+c_{1}a_{n-1}+c_{2}a_{n-2}+\cdots +c_{k}a_{n-k}=0.}
Для відшукання часткового розв'язку лінійного неоднорідного рекурентного співвідношення важливу роль відіграє принцип суперпозиції. Його застосування полягає в тому, що вільний член {\displaystyle d_{n}} подається у вигляді суми, в певному сенсі, простіших функцій {\displaystyle d_{n}^{(1)},\dots ,d_{n}^{(m)}.} Далі використовується твердження, що якщо послідовність {\displaystyle \{a_{n}^{(j)}\}} є розв'язком рекурентного співвідношення
{\displaystyle a_{n}+c_{1}a_{n-1}+c_{2}a_{n-2}+\cdots +c_{k}a_{n-k}=d_{n}^{(j)},}
де j = 1, ..., m, то розв'язок початкового лінійного неоднорідного рекурентного співвідношення має наступний вигляд:
{\displaystyle a_{n}=\sum \limits _{j=1}^{m}a_{n}^{(j)}.}
У випадку, коли {\displaystyle d_{n}=(e_{l}n^{l}+e_{l-1}n^{l-1}+\dots +e_{0})s^{n},} де {\displaystyle e_{l},e_{l-1},\dots ,e_{0}} та s — сталі, частковий розв'язок неоднорідного рекурентного співвідношення матиме вигляд {\displaystyle n^{r}(b_{l}n^{l}+b_{l-1}n^{l-1}+\dots +b_{0})s^{n},} де {\displaystyle b_{l},b_{l-1},\dots ,b_{0}} — деякі сталі, {\displaystyle r=0}, якщо s не дорівнює жодному кореню характеристичного рівняння відповідного лінійного однорідного співвідношення, інакше r дорівнює кратності кореня, з яким збігається s.

### Лінійні рекурентні співвідношення з поліноміальними коефіцієнтами
Лінійним рекурентним співвідношенням з поліноміальними коефіцієнтами порядку k називається рівняння
{\displaystyle p_{0}(n)a_{n}+p_{1}(n)a_{n-1}+p_{2}(n)a_{n-2}+\cdots +p_{k}(n)a_{n-k}=q_{n},}
де всі коефіцієнти {\displaystyle p_{0},p_{1},\dots ,p_{k}} — відомі поліноми, причому p0 і pk ненульові, {\displaystyle \{q_{n}\}} — деяка відома послідовність.
Методи розв'язання таких рекурентних співвідношень почали з'являтись з пізніх 1980-х. Сергій Абрамов спочатку розробив метод знаходження поліноміальних розв'язків, а потім — раціональних розв'язків. Останній метод отримав назву «алгоритм Абрамова». У 1992 Марко Петковшек знайшов алгоритм, названий пізніше його ім'ям, для знаходження розв'язків у більш специфічному класі послідовностей.

## Нелінійні рекурентні співвідношення
Розв'язки нелінійних рекурентних співвідношень можна знаходити за допомогою генератрис.
Для цього нелінійне рекурентне співвідношення {\displaystyle a_{n}=R(n,a_{n-1},a_{n-2},\dots ,a_{n-k})} помножимо на {\displaystyle t^{n}}, і отриману рівність просумуємо по всіх {\displaystyle n\geqslant 0.} Після цього у лівій частині рівності отримаємо генератрису
{\displaystyle A(t)=\sum \limits _{n=0}^{\infty }a_{n}t^{n},}
а праву частину перетворимо так, щоб вона стала виразом від {\displaystyle A(t).} Далі розв'язуємо отримане рівняння відносно {\displaystyle A(t).}
Потім розкладаємо {\displaystyle A(t)} у степеневий ряд. Коефіцієнти отриманого ряду утворюють розв'язок початкового нелінійного рекурентного співвідношення.

## Застосування

### Аналіз алгоритмів
Рекурентні співвідношення мають принципове значення в аналізі алгоритмів. Якщо алгоритм влаштований так, що він розбивається на декілька менших підзадач, то можна описати час його роботи з допомогою рекурентного співвідношення.
Простий приклад це час, необхідний алгоритму для пошуку елемента в масиві з {\displaystyle n} елементів, в найгіршому випадку.
Примітивний алгоритм перебирає масив зліва направо. Найгіршим випадком, буде ситуація в якій потрібний елемент є останнім. В цьому випадку кількість порівнянь дорівнюватиме {\displaystyle n}.
Найкращим алгоритмом для цієї задачі є бінарний пошук. Однак для нього потрібен відсортований масив. Спочатку він перевіряє, чи знаходиться потрібний елемент в середині масиву. Якщо ні, то перевіряє, чи середній елемент більший або менший за шуканий елемент. Після цього половина масиву може бути відкинута, і алгоритм може працювати знову на половині, що залишилась. Кількість порівнянь при виконанні цього алгоритму описується наступним рекурентним співвідношенням:
{\displaystyle c_{1}=1}
{\displaystyle c_{n}=1+c_{[n/2]}.}
За допомогою цього співвідношення можна довести, що часова складність бінарного пошуку дорівнює {\displaystyle O(\log _{2}(n))}.

### Економіка
Рекурентні співвідношення, особливо лінійні рекурентні співвідношення, використовуються як в теоретичній, так і в емпіричній економіці. Зокрема, в макроекономіці можна розробити модель різних широких секторів економіки (фінансовий сектор, сектор товарів, ринок праці тощо), в якій дії деяких агентів залежать від лагових змінних. Потім модель розв'язується для поточних значень ключових змінних (відсоткова ставка, реальний ВВП тощо) відносно минулих та поточних значень інших змінних.

### Математична біологія
Деякі з найвідоміших рекурентних співвідношень беруть свій початок у спробі моделювання популяційної динаміки. Наприклад, числа Фібоначчі колись використовували як модель зростання популяції кроликів.
Логістичне відображення використовується або безпосередньо для моделювання зростання популяції, або як відправна точка для більш детальних моделей популяційної динаміки. У цьому контексті для моделювання взаємодії двох або більше популяцій часто використовують систему різницевих рівнянь.
Наприклад, модель Ніколсона-Бейлі для взаємодії «хазяїн-паразит» має вигляд
{\displaystyle \left\{{\begin{alignedat}{3}N_{t+1}&&\;=\;&&&\lambda N_{t}e^{-aP_{t}}\\P_{t+1}&&\;=\;&&&N_{t}(1-e^{-aP_{t}})\\\end{alignedat}}\right.,}
де Nt — кількість хазяїв, а Pt — кількість паразитів у момент часу t.
Для просторової екології корисними є інтегрорізницеві рівняння, які є формою рекурентних співвідношень. Ці та інші різницеві рівняння особливо добре підходять для моделювання одновікових популяцій.

### Українською
- Олійник А.С., Петравчук А.П. (2024). Дискретна математика. Навчальний посібник для студентів механіко-математичного факультету (PDF). Київ: Видавничо-поліграфічний центр "Київський університет". с. 177.
- Ганюшкін О.Г. (2024). Комбінаторний аналіз. Навчальний посібник для студентів механіко-математичного факультету (PDF). Київ: Видавничо-поліграфічний центр "Київський університет". с. 346.
- Нікольський Ю.В., Пасічник В.В., Щербина Ю.М. (2024). Дискретна математика : підручник (вид. 7-ме, випр. та допов.). Львів: ПП "Магнолія 2006 ". с. 432. ISBN 978-617-574-266-2.
- Андрійчук В.І., Комарницький М.Я., Іщук Ю.Б. (2003). Вступ до дискретної математики. Львів: Видавничий центр ЛНУ ім. І.Франка. с. 254.

### Іншими мовами
- V. K. Balakrishnan (1996). Introductory discrete mathematics (англ.). New York: Dover Publications. ISBN 978-0486691152.
- Kenneth H. Rosen (2019). Discrete Mathematics and Its Applications (англ.) (вид. 8). New York: McGraw Hill. ISBN 978-1259676512.
- Susanna S. Epp (2019). Discrete Mathematics with Applications (англ.) (вид. 5). Boston: Cengage Learning. ISBN 978-1-337-69419-3.
- Graham, Ronald L.; Knuth, Donald E.; Patashnik, Oren (1994). Concrete Mathematics: A Foundation for Computer Science (англ.) (вид. 2). Addison-Wesley. ISBN 0-201-55802-5.
- Petkovšek, Marko; Wilf, Herbert S.; Zeilberger, Doron (1996). A=B (англ.). A K Peters. ISBN 978-1568810638. OCLC 33898705.
- Enders, Walter (2014). Applied Econometric Times Series (англ.) (вид. 4). ISBN 978-1-118-80856-6.
- Cull, Paul; Flahive, Mary; Robson, Robbie (2005). Difference Equations: From Rabbits to Chaos (англ.). Springer. doi:10.1007/0-387-27645-9. ISBN 978-0-387-23233-1.
- Jacques, Ian (2006). Mathematics for Economics and Business (англ.) (вид. 5). Prentice Hall. ISBN 978-0-273-70195-8.